# Karosseriewerk Aug. Nowack AG
Das Karosseriewerk Aug. Nowack AG war ein deutscher Stellmacherbetrieb und Hersteller von Karosserien, der in Bautzen ansässig war.

## Geschichte

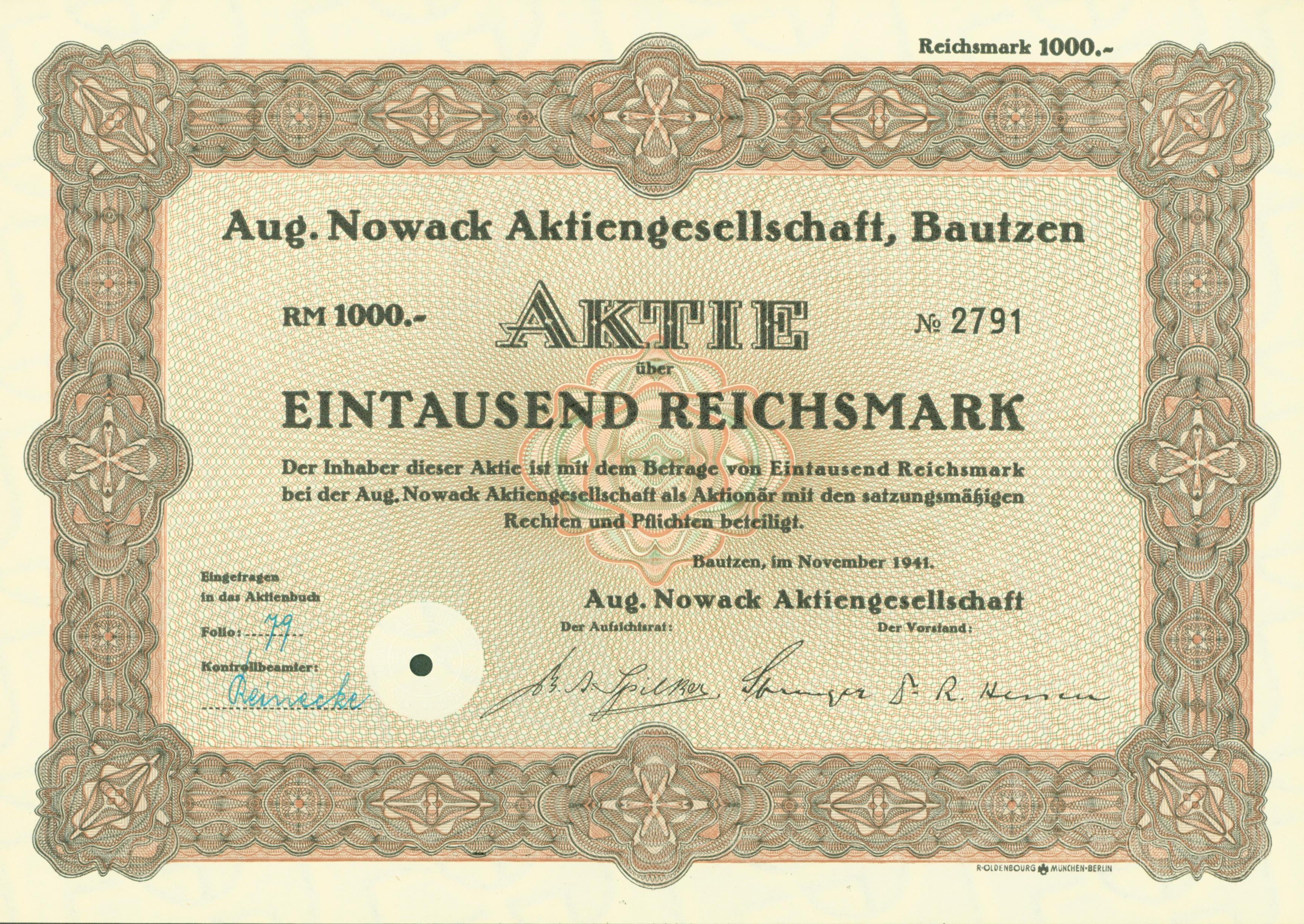
Aktie über 1000 RM der Aug. Nowack AG vom November 1941

Das Werk wurde im Jahr 1863 als Kutschenbaubetrieb von August Nowack gegründet.
Am 17. Februar 1922 erfolgt die Umbildung zur Aktiengesellschaft Aug. Nowack Karosseriewerk AG mit Wirkung zum 20. November 1921. Im gleichen Jahr bezog man ein neues Fabrikgebäude und stellte nun Karosserien für Phänomen-Fahrzeuge her. Etwa 500 Arbeiter bauten 30 Karosserienvarianten für PKW, LKW und Lieferwagen.
Ab 1922 produzierte Nowack exklusiv für Phänomen als dessen einziger Karosserielieferant. Der Firmenname wurde im Juni 1924 in Aug. Nowack AG geändert.
1938/1939 gab die Deutsche Reichspost bei Nowack neue Postkutschen zum Einsatz in 25 deutschen Kurorten in Auftrag, die als Berline mit Copé, ausgerüstet mit Panoramaverglasung, Schiebedach, Trommelbremsen etc., geliefert wurden und z. T. noch heute für Touristen im Einsatz sind.

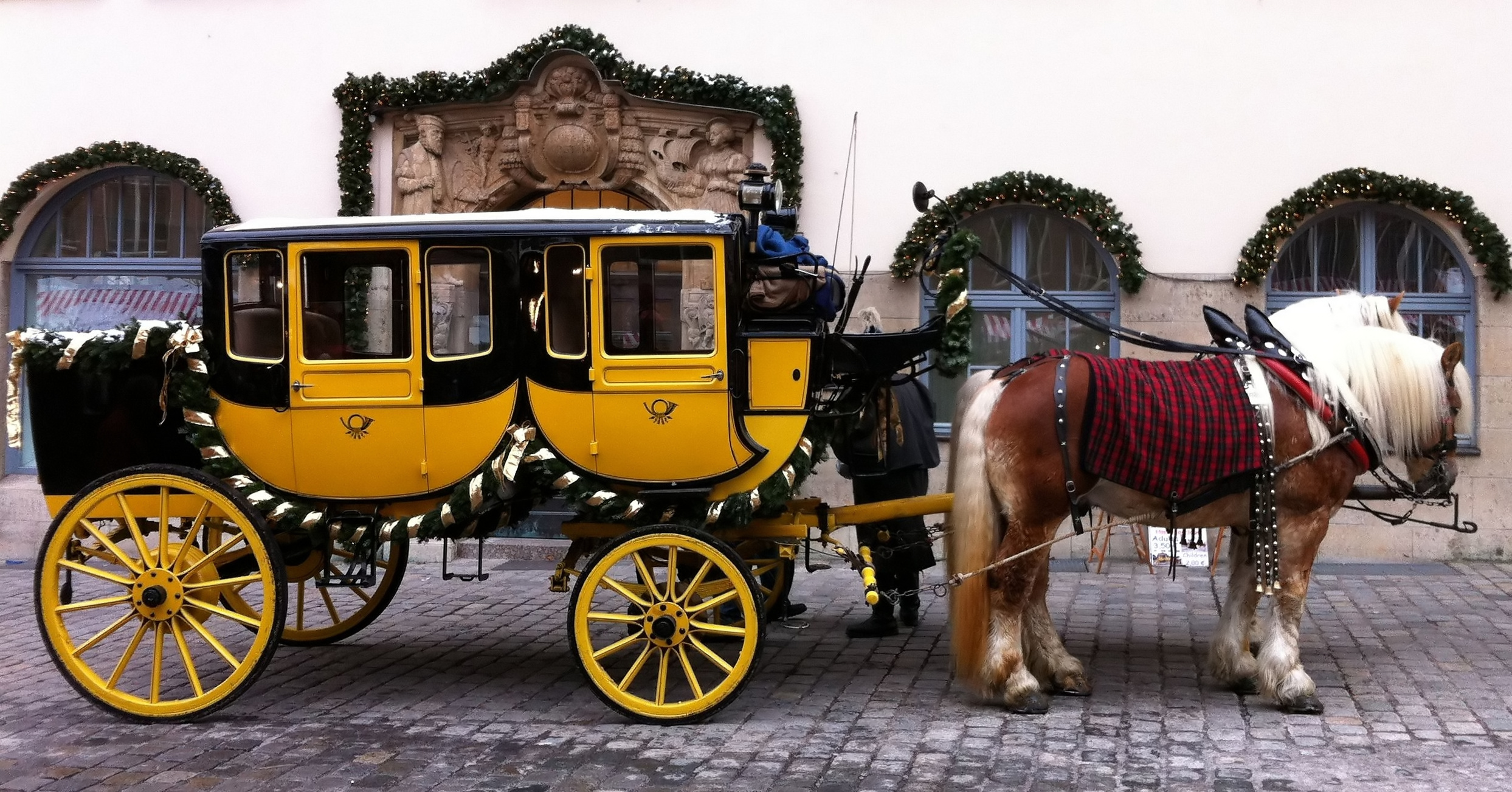
Postkutsche aus der Serie der Deutschen Reichspost von 1938/39 im Bestand vom Museum für Kommunikation Nürnberg, noch heute im Einsatz auf dem Christkindlesmarkt Nürnberg

1949 wurde das Werk enteignet und ging dann in den VEB Roburwerken auf.

## Quelle
- Werner Oswald: Deutsche Autos 1920-1945. 10. Auflage. Motorbuch-Verlag Stuttgart, 1996, ISBN 3-87943-519-7.
- Gerd Beckmann: Trari, trara klang es im Schwarzatal – Pferdepersonenpost Bad Blankenburg-Schwarzburg; Wiedereröffnung der Pferdepersonenpost im Schwarzatal in den Jahren 1938 und 1939, Sonderdruck der Bundesarbeitsgemeinschaft Verein Thüringer Postgeschichte e.V. (Hrsg.), Bad Blankenburg, Mai 2003